# Merna Kennedy
Pour les articles homonymes, voir Kennedy.
Merna Kennedy (née le 7 septembre 1908 en Illinois et morte le 20 décembre 1944 à Los Angeles) est une actrice américaine.

## Biographie
Merna, danseuse, a été recommandée à Charlie Chaplin par son amie d'enfance Lita Grey qui est devenue la 2e femme de Chaplin en 1924. Merna tient le rôle féminin principal dans le film Le Cirque en 1928, qui a lancé sa brève carrière.
Elle se marie en 1934, dans l'église méthodiste d'Hollywood, avec le chorégraphe Busby Berkeley et divorce un an plus tard. Elle meurt d'une crise cardiaque en 1944, quatre jours après son remariage avec le sergent Forrest Brayton.

## Filmographie

### Films muets
- 1928 : Le Cirque de Charles Chaplin
- 1929 : Broadway de Paul Fejos
- 1929 : Barnum Was Right de Del Lord
- 1929 : L'Art de réussir (Skinner Steps Out) de William J. Craft

### Films parlants
- 1930 : The Rampant Age (en)
- 1930 : Un mari provisoire (en) (Embarrassing Moments) de William James Craft
- 1930 : La Féerie du jazz (The King of Jazz) de John Murray Anderson
- 1930 : Worldly Goods
- 1930 : The Midnight Special
- 1931 : Stepping Out de Charles Reisner
- 1932 : The Gay Buckaroo
- 1932 : Lady with a Past
- 1932 : Ghost Valley
- 1932 : Come On, Tarzan
- 1932 : The All American
- 1932 : The Red-Haired Alibi
- 1932 : I Like It That Way
- 1933 : Laughter in Hell
- 1933 : Emergency Call
- 1933 : Easy Millions
- 1933 : Don't Bet on Love
- 1933 : I Love That Man[3]
- 1933 : Arizona to Broadway de James Tinling
- 1933 : Police Call
- 1933 : The Big Chance d'Albert Herman
- 1933 : L'Irrésistible (Son of a Sailor)
- 1934 : Wonder Bar de Lloyd Bacon
- 1934 : Jimmy the Gent de Michael Curtiz